# 東門城之內
東門城之內是一間於2015年9月啟用的藝術替代空間。該空間設立於臺灣新竹市的東門市場內(1085號攤位)，由當時國立新竹教育大學藝術與設計學系（現為國立清華大學藝術與設計學系）6名大學生及1名研究所學生共同創立。